# إشتولن
الإسْتُولِن أو الإشْتُولِن (بالألمانية: Stollen) هو نوع ألماني من الخبز الحلو أصله من سَكسونية، عادة يُحضر ويُتلذذ به في عيد الميلاد ورأس السنة الجديدة، ويسمى أيضاً إشتولن المسيح أو كعكة إشتولن درسدن أو إشتولن عيد الميلاد. وهو خبز فواكه يحتوي على المكسرات والفواكه المجففة وعجينة اللوز (مرصبان) ويكون الشكل التقليدي لكعكة إشتولن على شكل طولي مغطى بالسكر الناعم ويعتبر إشتولن من مخبوزات عيد الميلاد الكلاسيكية الأقدم والأكثر عراقة بين أنواع حلوى أعياد الميلاد في ألمانيا.

## مكونات إشتولن
إشتولن هو خبز فواكه يشبه من الخميرة والماء والدقيق، وعادةً ما يُضاف برش الليمون أوالبرتقال إلى العجين. يضاف البرتقال (قشر البرتقال) وقشر الحمضيات والزبيب واللوز وعجينة اللوز والتوابل المختلفة مثل الهيل والقرفة. يمكن أيضًا إضافة مكونات أخرى ، مثل الحليب والسكر والزبدة والملح والبيض والفانيليا والفواكه المجففة والمكسرات والمرصبان إلى العجينة. باستثناء الفاكهة المضافة ، فإن العجين يحتوي على نسبة منخفضة من السكر. يتم رش الخبز النهائي بالسكر البودرة، يبلغ الوزن التقليدي لـإشتولن حوالي 2.0 كجم وهناك أحجام أصغر شائعة. يتم تقليب الخبز بالزبدة المذابة غير المملحة ولفه بالسكر بمجرد خروجه من الفرن، مما ينتج عنه منتج رطب يحافظ على حالته بشكل أفضل.

## مهرجان دريسدن للإشتولن
تحتفل مدينة دريسدن منذ العام 1994 بمهرجان دريسدن للإشتولن حيت يخبز الإشتولن هناك في فرن يبنى خصيصا ويتم تقطيعه بسكين يصنع خصيصا لهذه الغاية في موكب احتفالي كبير. وهو تقليد مستمر ومشهد رائع ولم يتوقف الا العامين الماضيين بسبب قيود كوورنا، كما جرى تم إغلاق سوق الإشتولن، وهو سوق أعياد الميلاد في دريسدن عاصمة ولاية سكسونية. وتعود فكرة هذا المهرجان إلى مهرجان أسطوري أقامه ناخب سكسونية المسمى أغسطس القوي في القرن الثامن عشر وأطلق عليه اسم "تسايتهاينر لوستلاجر" ويقام منذ 1730.

## معرض صور

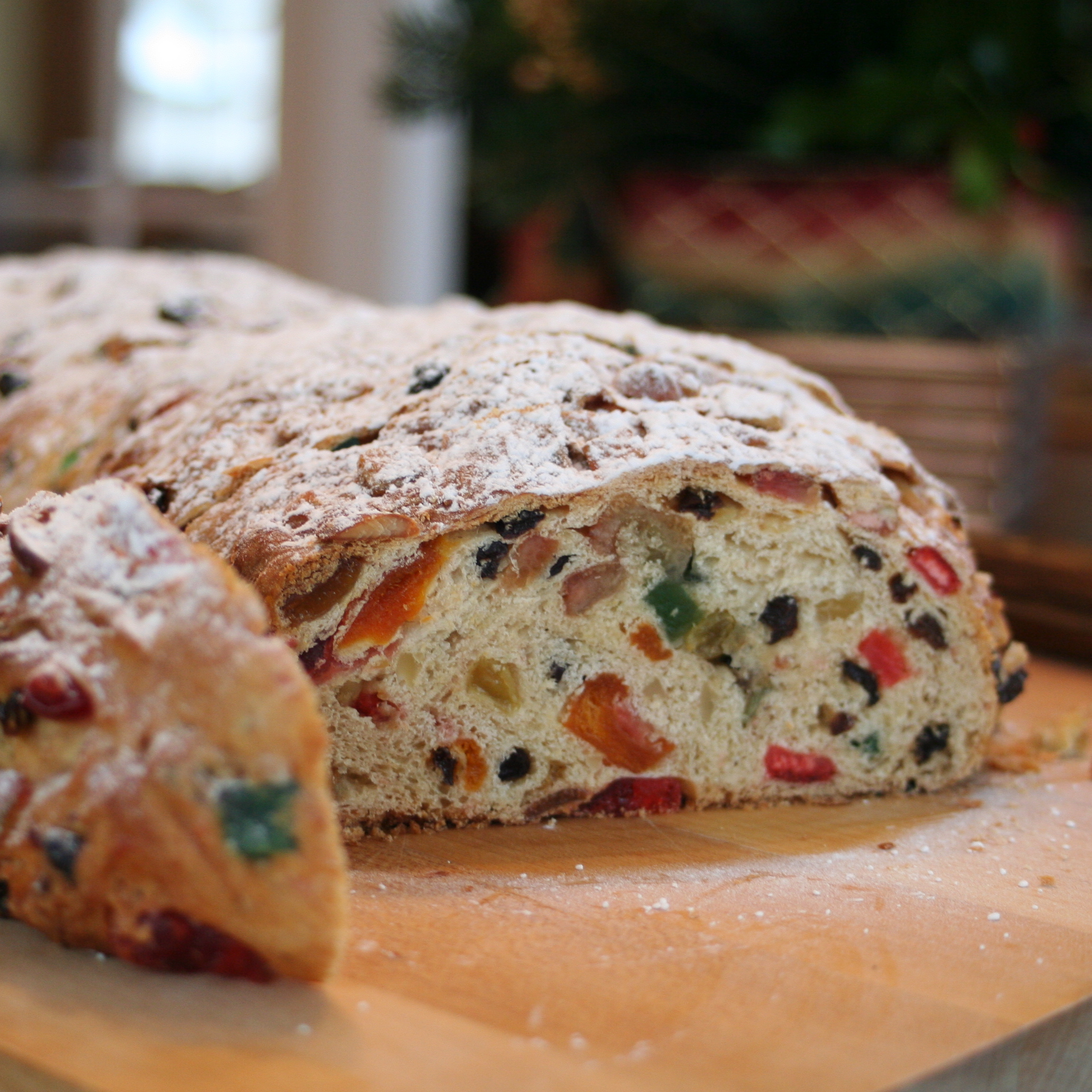
إشتولن مع فواكه مجففة
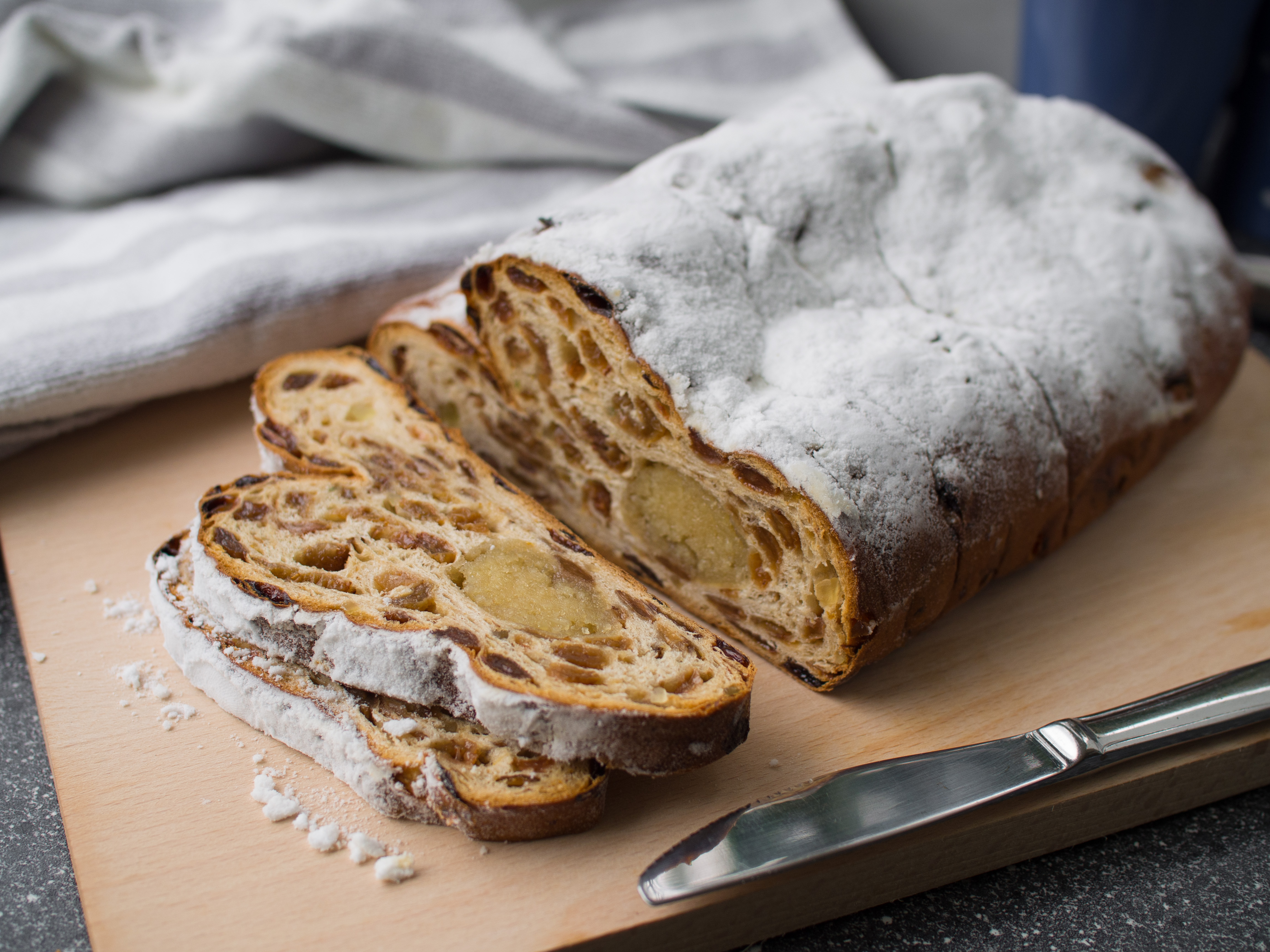
إشتولن مع مرصبان
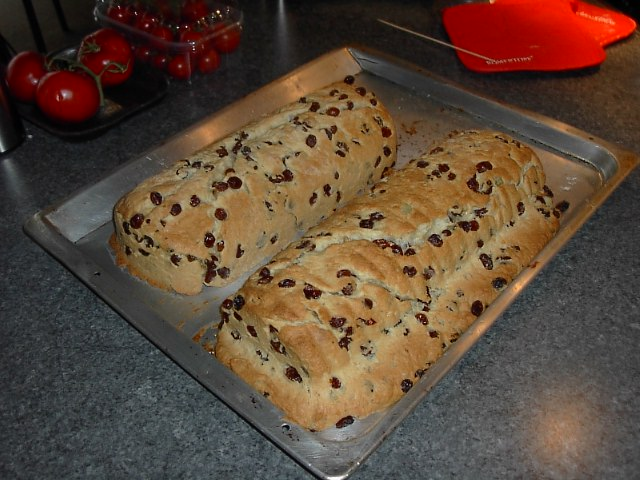
رغيف خبز إشتولن